# 岸本尚毅
岸本 尚毅（きしもと なおき、1961年1月5日 - ）は、岡山県出身の俳人。東京大学卒。赤尾兜子、波多野爽波に師事。同じ爽波門の田中裕明とともに若くして注目され、写生派の俳人として定評がある。2014年現在「天為」「秀」同人。

## 経歴
岡山県和気郡和気町に生まれる。岡山大学付属小学校、同中学校を経て、岡山県立岡山芳泉高等学校を卒業。中学時代、芥川龍之介の「木枯らしや目刺にのこる海の色」に出会って俳句をはじめ、山本健吉の『現代俳句』や角川文庫の歳時記を愛読。1979年、東京大学法学部に進学。同年より赤尾兜子の「渦」に投句開始。東大時代には小佐田哲男の作句ゼミ、有馬朗人の本郷句会、山口青邨の東大ホトトギス会に参加、東大学生俳句会にも参加した。1981年、兜子の死去により「渦」を退会するが、のちの代表句「手をつけて海のつめたき桜かな」は、師事した兜子の提唱する「第三のイメージ」による「さし入れて手足つめたき花野かな（兜子）を踏まえている。のち、波多野爽波に師事し「青」同人。
1983年、東大を卒業、東京電力に入社。この年より深見けん二、古舘曹人、黒田杏子らの参加する句会「木曜会」に参加、毎月の句会に出席する。1985年、斎藤夏風の「屋根」創刊に参加。1987年、俳人の岩田由美と結婚、横浜市に転居。また慶應義塾大学大学院経営管理研究科に留学し、二年後に修了。1990年、有馬朗人主宰の「天為」創刊に参加。1991年、碧鐘賞（「青」の同人賞）を受賞。同年爽波の死去により「青」終刊。2000年、「青」の同輩である田中裕明の「ゆう」創刊に参加、裕明とはほぼ同じキャリアを持つ俳人でありながら、あえて投句者の立場に身を置き裕明の選を受けた。第4句集『感謝』(2009年）のタイトルは、病により急逝した田中裕明に宛てたものである。2015年時点で、一般社団法人日本卸電力取引所総務部長を務める。
2014年現在は「天為」「秀」の同人となっている。また2009年より石田波郷新人賞選考委員、2013年より星野立子新人賞選考委員、2016年より角川俳句賞選考委員を務めている。岩手日報、山陽新聞の俳壇選者。

## 作品
代表的な句に「鶏頭の短く切りて置かれある」「てぬぐひの如く大きく花菖蒲」（『鶏頭』）、「手をつけて海のつめたき桜かな」「青大将実梅を分けてゆきにけり」（『舜』）、「ぼろ市の大きな月を誰も見ず」（『健啖』）、「うすうすとあやめの水に油かな」（『感謝』）などがある。師とは異質な才を愛されたとも言われる田中裕明とは逆に、波多野爽波が「わが若き日の分身であるかのような」と評するほど師の写生を素直に受け継いだ。飯田龍太は岸本が20代で作った句「河骨にどすんと鯉の頭かな」（『舜』）について「俳句の新旧はもとより、詠むとか作るとかいう意識すらとどめない自在の天地」（『秀句の風姿』）と評し、小林恭二も同時期の岸本について「うまさにかけては若手俳人屈指、いや今や全俳壇を見回しても屈指の存在」（『俳句という遊び』）と絶賛した。
岸本の特徴の一つとして、「青大将」の句に見られるように季重なりの句が多いことが挙げられる。小川軽舟は、このように季語が一句に並置されることによって季題としての情緒が打ち消され、句が物本来の質感のみを現すと分析している（『現代俳句の海図』）。虚子に学びはじめて以降はこのような鋭利な写生句と並んで、季題の情緒や生活への慈しみを現した句も見られるようになった。
関悦史は岸本について「空間の中に発生する緊張感、二つのものの間にポテンシャルを孕んだ隙間が発生するとそれを直ちに反射的に捉えるといった句に佳句が多く」、その特長と魅力は「事物が物理的な質量やテンションに還元されたときに見せるブラックユーモアの要素を精確に定着する神経と技巧にある。そしてこのブラックさ、グロテスクなユーモアの中に、この世ならぬものからの視点が密かに繰り込まれている」と評している（―俳句空間―豈Weekly, 2014年4月4日）。

## 受賞歴
- 1991年：「青」同人賞[1]
- 1993年：句集『舜』にて第16回俳人協会新人賞受賞[1]
- 1998年：第1回『俳句界』評論賞受賞
- 2009年：『俳句の力学』にて第23回俳人協会評論新人賞受賞[1]
- 2012年：『高浜虚子 俳句の力』にて第26回俳人協会評論賞受賞[1]

## 著書
序数句集
- 『鶏頭』牧羊社、1986年
- 『舜』花神社、1992年
- 『健啖』 花神社、1999年
- 『感謝』ふらんす堂、2009年
- 『小』 角川学芸出版、2014年
- 『雲は友』ふらんす堂、2022年

選句集
- 『セレクション俳人7 岸本尚毅集』 邑書林、2003
- 『岸本尚毅 ベスト100』ふらんす堂 (シリーズ自句自解1) 2011

評論・エッセイなど
- 『名句十二か月』 富士見書房、2000
- 『岸本尚毅の俳句一問一答』 日本放送出版協会、2005
- 『俳句の力学』ウエップ、2008、新版2013
- 『高浜虚子 俳句の力』三省堂 2010
- 『生き方としての俳句 句集鑑賞入門』三省堂、2011
- 『文豪と俳句』集英社新書、2021
- 『川端茅舎の百句　「花鳥巡礼」の謎』ふらんす堂、2023
- 『俳句講座 季語と定型を極める』草思社、2024

編・解説
- 『虚子選 ホトトギス雑詠選集100句鑑賞 春夏秋冬』ふらんす堂、2011-2012
- 『高濱虚子の100句 作句のこころを読み解く。』ふらんす堂、2013
- 『室生犀星俳句集』岩波文庫、2022
- 『新編 虚子自伝』岩波文庫、2024

共著
- 『夫婦の歳時記』（岩田由美と共著） 蝸牛社、1997年
- 『登戸学寮五十年誌』小西孝蔵・高木謙次共編 登戸学寮 2009年
- 『「型」で学ぶはじめての俳句ドリル』（夏井いつきと共著）祥伝社、2018年8月